# Eduard Knirsch
Eduard Knirsch (* 20. Jänner 1869; † 23. September 1955 in Wien) war ein österreichischer Zahnarzt und Entomologe, der auf Käfer (Coleoptera) spezialisiert war. Sein besonderes Interesse galt den Blindkäfern, zu denen er zahlreiche Neubeschreibungen publizierte.
Seine Sammlung ist im Museum Victoria in Melbourne, im Museum of Comparative Zoology, Harvard University, und über Paläarktische Cetoniidae, Lucanidae und Höhlen-Silphidae mit Sammlung K. Brancsik 1955 im Field Museum of Natural History in Chicago zu finden. Er veröffentlichte Aufsätze, zum Beispiel Beiträge zur Kenntnis der Insektenfauna Deutsch-Ostafrikas, insbesondere des Matengo-Hochlandes, basierend auf den Sammlungen von Hans Zerny.